# Крупское (Глобинский район)
Крупское (укр. Крупське) — село,
Глобинский городской совет,
Глобинский район,
Полтавская область,
Украина.
Село ликвидировано в 1990 году.

## Географическое положение
Село Крупское находится в 3-х км от левого берега реки Омельник,
на расстоянии в 1,5 км от села Старый Хутор и в 2,5 км от города Глобино.

## История
- 1990 — село ликвидировано[1].